# 八上站
八上站（日语：／ Yakami eki */?）是位於兵庫縣多紀郡城東町（現時：丹波篠山市八上上），日本國有鐵道（國鐵）篠山線的鐵路車站（廢站）。

## 歷史
- 1944年（昭和19年）3月21日：篠山線開通，此站啟用[1]。
- 1958年（昭和33年）11月1日：車站職員繼續在站內當值，但是售票、檢票和收票是由車長負責[2]。
- 1972年（昭和47年）3月1日：篠山線全線廢除，此站也被廢除[3]。

## 車站構造
此站設有1面1線的單式月台。

## 車站周邊
- JA丹波篠山城東八上分店
- 八上簡易郵局
- 八上上公民館

## 現狀
車站遺址變為稻田，已經看不到任何車站痕跡。在此站西邊的路軌遺址變為農道，在東邊由於與國道372號匯合，加上經歷耕地重整，因此已經看不到路軌痕跡。

## 相鄰車站
日本國有鐵道
篠山線
篠山－八上－丹波日置

## 注腳
1. ↑  「運輸通信省告示第78号」《官報》1944年3月20日 - 國立國會圖書館數碼化收藏
2. ↑  . 鐵道公報（日语：鉄道公報） (日本國有鐵道總裁室文書課). 1958-10-29: 7 （日语）.
3. ↑  1972年（昭和47年）2月1日日本國有鐵道公示第547號「運輸営業の廃止の件」

## 相關項目
- 日本鐵路車站列表 Ya